# Khanapur (Rural), Khanapur
Khanapur (Rural) là một làng thuộc tehsil Khanapur, huyện Belgaum, bang Karnataka, Ấn Độ.